# Смерть в Киеве
«Смерть в Киеве» (укр. Смерть у Києві) — исторический роман украинского писателяПавла Загребельного, впервые опубликованный в 1973 году. Его действие происходит на Руси в XII веке, в числе главных героев Юрий Долгорукий. Роман был удостоен Государственной премии Украины имени Тараса Шевченко.

## Сюжет
Действие романа происходит на Руси в середине XII века. В центре повествования двое вымышленных персонажей, Дулеб и Иваница, которые расследуют обстоятельства гибели киевского князя Игоря Ольговича. В романе действует также суздальский князь Юрий Долгорукий, которого автор изобразил с явной симпатией: во вступлении он охарактеризован как «один из выразителей народного стремления к единству нашей земли».

## Оценки
«Смерть в Киеве» была опубликована в 1973 году и стала частью условного цикла романов, посвящённого Киевской Руси. Она была удостоена Государственной премии Украины имени Тараса Шевченко. Советские литературоведы отмечали, что главная тема романа — нравственная стойкость человека, которую питает «трудовая мораль». В противопоставлении Юрия Долгорукого, изображённого как положительный персонаж, «прогрессивный деятель», Изяславу Мстиславичу они видели полемику Загребельного с историографией «буржуазного национализма».